# Au p'tit bonheur
Pour les articles homonymes, voir Au petit bonheur.
Au p'tit bonheur est un groupe français de chanson française.

## Biographie
Le groupe est formé en 1991, et sort la même année le single J'veux du soleil qui fait leur renommée et qui se place au top 18 des charts français. Il paraît sur leur album Mal de vivre sorti l'année suivante, en 1992.

## Membres
- Jamel Laroussi — chant
- Benoit Urbain — accordéon
- Bruno Chicha — basse
- Mustapha El Meknassi — violon
- Olivier Guindon — guitare
- Philippe Floris — batterie, percussion
- Stéphane Frisano — guitare « nylon »
- Denis Lemoine — accordéon sur J'veux du soleil
- Jean-Louis Solans — guitare
- Lionel Maulus - accordéon
- Clément Peiffer - guitare-Oud
- Cécile Camarasa - accordéon

## Discographie

### Albums studio
- 1992 : Mal de vivre (sur ce disque on peut noter la présence de Paul Personne sur trois des douze morceaux)
- 1994 : Le Bal des moins pires
- 1997 : Optimiste
- 2003 : Entre Noël et Ramadan
- 2013 : La Saison des grandes chaleurs

### Single
- 1991 : J'veux du soleil
- 1992 : Mauricette
- 2024 : Aimer